# Economia de bolos
L'economia de bolos, economia col·laborativa o, en anglès, gig economy, fa referència a un tipus d'economia basat en un mercat laboral en què prevalen contractes breus o petites feines puntuals, normalment per oposició a un mercat laboral amb llocs de treball estables.
La gig economy i la economia de plataformes van néixer després de la crisi econòmica del 2008 amb la intenció d'accelerar el flux del capital i accentuar encara més el procés de neoliberalització de l'economia global. Aquests canvis macroeconòmics no es centren en una sola pota del flux de moviment del capital sinó que les modificacions d'aquest sistema es realitzen a través de la introducció de diferents conceptes amb afectació a les diferents potes estructurals del sistema capitalista.
El canvi de model del capitalisme més tradicional i ortodox cap a un model encara més liberal ha causat un impacte a tots els nivells: impacte social, impacte cultural, impacte econòmic, impacte urbà, impacte polític, impacte legislatiu, etc. L’economia de plataformes està creant noves maneres de consum que altera moltes de les branques que afecten la vida quotidiana de milions de ciutadans d'arreu del món.
Aquesta nova realitat introduïda a partir de les tecnologies emmarcada en el capitalisme digital no s'entendria sense les ciutats i la expansió urbana actual, ja que és en aquestes grans concentracions urbanes on l’economia de plataformes i la gig economy és capaç de trobar la densitat i volum de demanda que aquests negocis requereixen per tal de ser viables. Aquest model no seria viable en termes logístics i econòmics en poblacions rurals i disperses, ja que no tenen la concentració de potencials clients i, per tant, de demanda, que sí que han pogut trobar en l'auge i expansió de les grans concentracions urbanes actuals i futures.
Ha estat classificada per organismes com el Comitè de les Regions Europeu com un tipus d'economia col·laborativa (per tal d'evitar confusions, en anglès, sharing economy). Tot i així, diferents autors argumenten que tindria poc sentit fer èmfasi en la col·laboració que hi pot intervenir per a considerar-la com a tal. Alguns autors també s'hi refereixen com a economia col·laborativa extractiva, en contraposició a aquella comunitària o de procomú.
A diferència d'altres tipus de treball temporal ja presents abans, en el context actual s'acostuma a associar a l'ús de plataformes i aplicacions digitals.

## Exemples
- Transport de passatgers: Uber, Cabify, Bolt
- Allotjament: Airbnb
- Tramesa a domicili: Deliveroo, Glovo o Uber Eats

## Impacte urbà
Les noves activitats que les empreses de l'economia col·laborativa s'acaben mostrant en totes les seves formes a les grans concentracions urbanes d'arreu del món. Un gran nombre de treballs que formen part d'aquesta nova realitat impulsada pel capitalisme digital no tenen una oficina ni un espai tradicional on desenvolupar la seva activitat. En molts casos, l'oficina acaba essent el carrer i, per tant, és en el context urbà on s'exemplifica i on en un grau o un altre causa un impacte que canvia, transforma o resignifica molts elements de les ciutats.

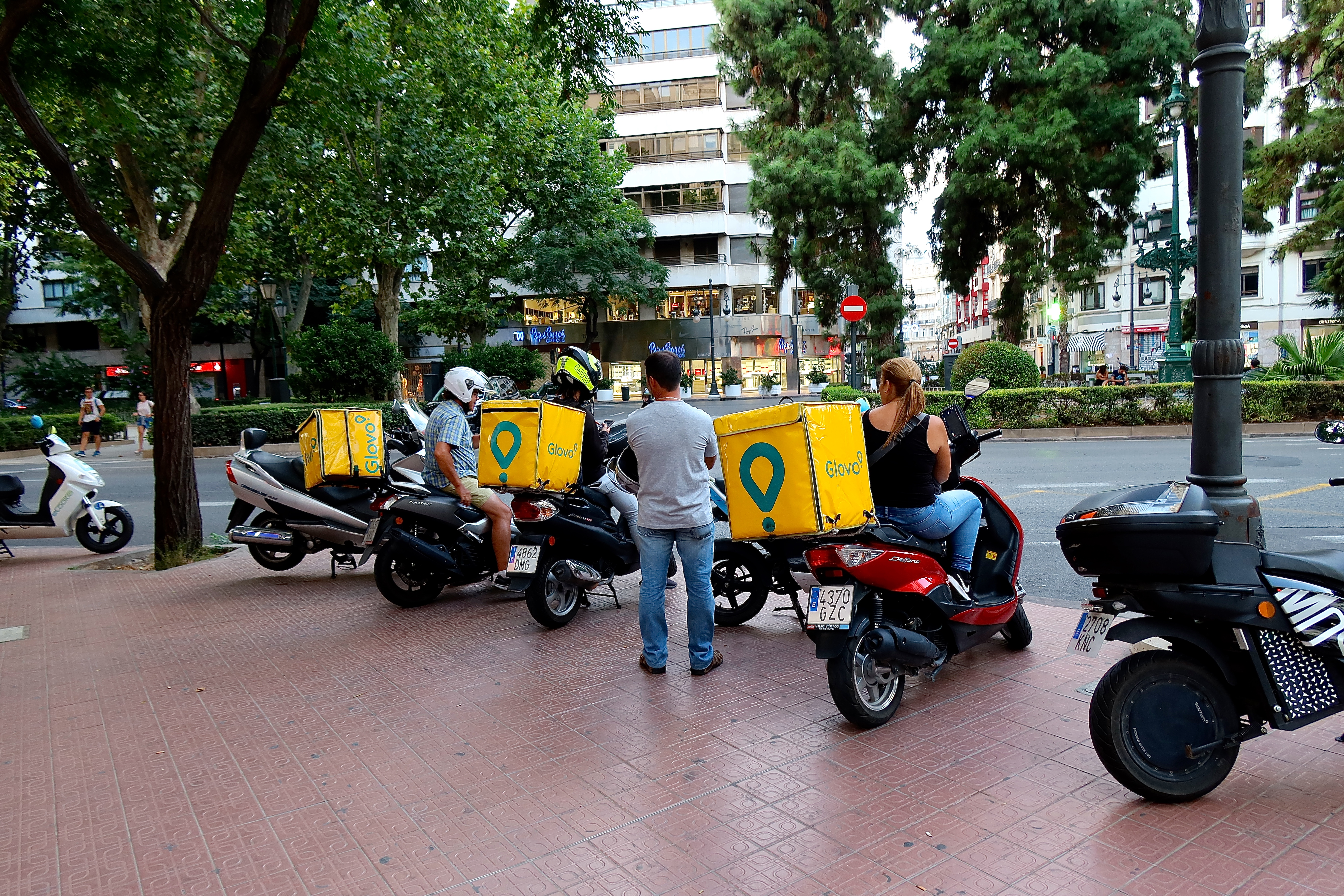
Repartidors de Glovo esperant noves comandes al carrer.

Des de l'entrada en funcionament d'aquestes empreses moltes ciutats han anat veient com les bicicletes, patinets, vehicles VTC o els coneguts com a riders esperant comandes al carrer han esdevingut part del paisatge urbà de la ciutat. Molts d'aquests nous paisatges urbans són fruit del model de negoci plantejat. Els treballadors no tenen una oficina física o un edifici on estar esperant les comandes la seva oficina és el carrer. Recorrentment es poden veure als conductors d'Uber o Cabify esperant a qualsevol cantonada al pròxim client o als repartidors de les empreses de comandes a domicili com Glovo, Deliveroo o Uber Eats esperant la pròxima comanda asseguts als carrers i places de la ciutat o aglomerats al voltant dels McDonalds i altres grans cadenes de restauració a l'espera que preparin la comanda que tenen assignada.
La privatització de l'espai públic és un altre dels impactes indirectes que aquest model de negoci planteja a la ciutat. Aquestes companyies, normalment empreses dedicades a la mobilitat i repartiment a domicili, utilitzen els carrers, voreres així com altres espais públics per tal de desenvolupar la seva activitat comercial. Amb la creixent expansió d'aquestes empreses per la ciutat l'ocupació de l'espai públic és cada cop més gran. Diàriament es pot veure com es desplacen per la ciutat a través dels seus vehicles, per tant, afegint més flota de vehicles a les ciutat que ja pateixen una forta saturació i densitat de vehicles que no fa més que dificultar i agreujar els problemes de mobilitat de les ciutats.

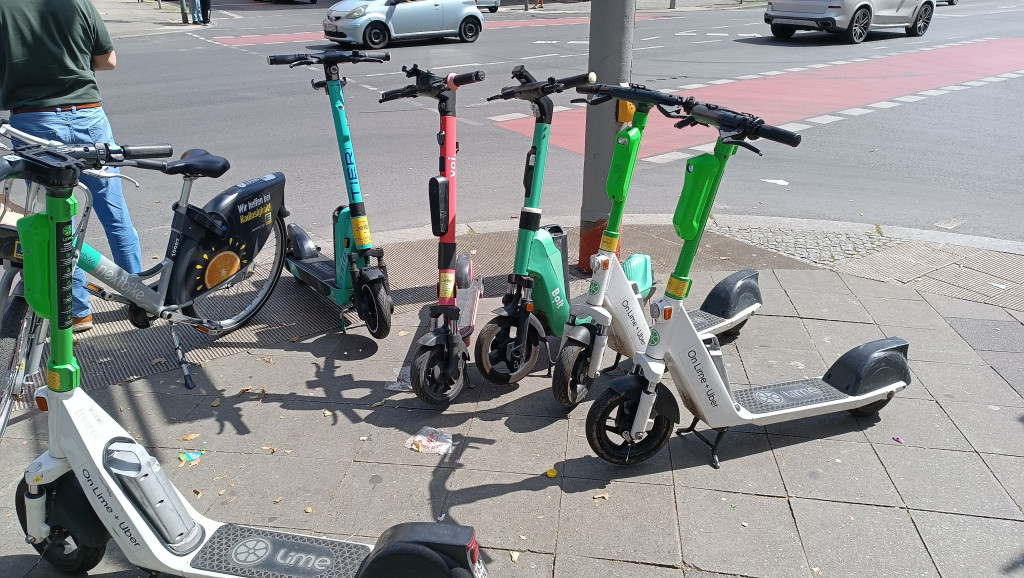
Bicicletes i patinets aparcats al mig del carrer.

En molts casos, aquesta ocupació de l'espai públic es fa alterant els usos pels quals havien sigut planificats. Aquesta ocupació de l'espai públic per part d'empreses privades provoca també dificultats en la mobilitat dels vianants. En moltes ocasions, els vehicles son aparcats de qualsevol manera i a qualsevol lloc, normalment motocicletes i bicicletes de rènting per aplicació (APP), suposa una alteració en la mobilitat de vianants per les voreres. Els vehicles privats que es lloguen a través d'aplicacions mòbils contribueixen enormement a agreujar la saturació de les voreres i l'espai públic ja sobresaturat de per si de motocicletes particulars i altres vehicles.
Aquestes empreses junt amb el seu model provoquen que la distància entre la ciutat practicada i la ciutat planificada cada cop sigui més gran i accentuada. Aquest neoliberal es contraposa al de la planificació, ordenació i control del desenvolupament urbà realitzat per l'Administració pública. Tot i que en la majoria de casos la ciutat practicada i la ciutat planificada no coexisteixen en perfecta harmonia aquest model no només la trenca sinó que l'accentua de manera exponencial.

## Impacte social
Un dels principals objectius que persegueixen aquests tipus d'empreses és fugir del Dret Laboral, donat que els drets i proteccions que es garanteixen per llei i que queden recollits en l'Estatut del Treballador aquest tipus de contractació externalitzant autònoms no es podria realitzar. El Dret Laboral es va implementar per tal d'equilibrar la correlació de forces entre treballador i empresa, ja que ambdues parts no tenen el mateix poder. És, per tant, a partir de la introducció d'un seguit de normes i lleis creades a partir de la introducció del Dret Laboral en les relacions laborals el que provoca que aquesta correlació de forces s'equilibri. La regulació i correlació de forces no encaixa en el model d'aquestes empreses perquè necessiten un model de negoci que permeti mercantilitzar les relacions laborals i poder aplicar les normes del lliure mercat i l'oferta i la demanda. El model que plantegen no son compatibles amb les proteccions que l'Estatut del Treballador planteja per els treballadors.
La mercantilització de les relacions laborals que plantegen aquestes empreses provoca grans impactes socials. La precarització laboral d'un gran nombre de treballadors de diferents sectors. Al no considerar treballadors a molts dels seus proveïdors de serveis o també anomenats col·laboradors eludeixen les responsabilitats i proteccions laborals que normalment associem als treballadors en general. Aquest fet pot provocar que els salaris siguin baixos, inseguretat laboral, falta de beneficis de protecció social i falta de protecció davant malalties o accidents de treball. Desprotecció i desigualtat envers altres treballadors contractats. Això pot traduir-se en accentuar desigualtats existents i falta de protecció per a perfils de població més fràgils o vulnerables. Els treballadors que es troben en situacions socioeconòmiques més desfavorables tenen menys capacitat de negociació i, per tant, pateixen més desigualtats. Aquest model accentua, perpetua i fa més gran aquestes desigualtats socials.
El model de negoci plantejat potencia l'individualisme i la despersonalització en el treball. Aquesta mercantilització de les relacions laborals provoca una desvinculació entre treballadors, ja que aquestes feines acostumen a tenir una duració relativament curta i hi ha una rotació de personal molt gran. Provoca una competència entre treballadors. Per les pròpies característiques d'aquest model de negoci hi ha un elevat nombre de treballadors competint entre ells, en molts casos competint a la baixa. Això acostuma a traduir-se en baixada de salaris i pitjors condicions laborals. L'absència de drets laborals més bàsics i elementals és molt comú. Aquesta manca de drets laborals provoca una situació de desavantatge i dificulta la capacitat per a poder reclamar millores de condicions laborals més justes i equitatives.
Es produeix una pèrdua de capacitat de negociació col·lectiva i organització al lloc de treball. La mercantilització de les relacions laborals que provoca el model de negoci de les empreses de la gig economy dificulta la capacitat dels treballadors per organitzar-se i poder defensar els seus drets laborals. Al no haver-hi una relació laboral formal es dificulta la creació de sindicats i, per tant, de negociació col·lectiva que limita la capacitat dels treballadors per tal de reclamar una millora en les condicions laborals. Aquest model està pensat amb l'objectiu d’individualitzar al treballador i aïllar-lo per tal de dificultar així l'organització dels diferents treballadors de l’empresa i que en un futur això pugui provocar sindicalitzacions i vagues que puguin fer perillar el model empresarial.
La gig economy planteja un desafiament a la Seguretat Social. El model que plantegen no només està pensat per externalitzar les responsabilitats respecte als treballadors sinó que a més està pensat per tal d'estalviar-se ingents quantitats de diners en impostos. Les empreses al donar d'alta a la Seguretat Social acostumen a pagar aproximadament un 30% en qüestió d'impostos per a cada treballador, per tant, l'Estat deixa de percebre una de les principals fonts d'ingressos. Es calcula que només l'empresa de comandes a domicili Glovo deu més de 205 milions d'euros en qüestió de cotitzacions a la Seguretat Social i que posteriorment seràn multades per l’Administració.

## Noves legislacions
Tant en el parlament de l'Estat espanyol com en els parlaments de diverses comunitats autònomes fins al Parlament Europeu s'està treballant en noves legislacions per regular aquest model. El debat polític també s'ha donat a països com Estats Units, Colòmbia, Suïssa, França, Itàlia o Xile, entre d'altres. Arreu del món s'estan actualitzant i reformulant moltes legislacions per tal de regular i aportar més seguretat jurídica respecte a les lleis que regulen aquest tipus d'empreses.
Les regulacions i noves legislacions que s'estan començant a articular al llarg dels països d'Europa i altres regions del món es divideixen entre les que són més restrictives i més garantistes en la defensa dels drets laborals com és el cas de les regulacions d'Espanya, Suïssa o Itàlia i les que estan obertes a acceptar gran part dels postulats que plantegen aquest model com és el cas d'Estats Units o França. Les mateixes empreses proclamen obertament que la regulación dels seus repartidors suposa un alt risc pel seu negoci.
A Espanya el 21 de juliol del 2021, després de molts mesos de pressions i negociacions, finalment es va aprovar la denominada "Llei Rider". Aquesta nova legislació es va elaborar per tal de blindar i regular les activitats de les plataformes digitals en el sector del repartiment a domicili. Tot i que no és una llei que reguli la totalitat de les plataformes digitals és un primer pas important i un senyal que aquest tipus d'economia està a l'agenda política dels diferents governs.

## Polèmica
Tot i l'argument que aquestes iniciatives aporten una major flexibilitat en el mercat laboral oferint serveis segons la demanda, els crítics consideren que no fan més que contribuir a un augment de la precarietat mitjançant la figura de falsos autònoms. Per contra, les plataformes consideren que simplement actuen com a intermediaris entre les diferents parts.
Aquesta situació ha portat a judici treballadors i empreses d'aquest sector en diferents ocasions, com és el cas d'Uber al Regne Unit, o de Deliveroo a Barcelona.
Tot i ser una pràctica no acceptada o permesa per les empreses de tramesa a domicili, s'han donat casos de repartidors d'alguns d'aquests serveis que n'han subcontractat a d'altres l'ús de l'aplicació. Aquests darrers acostumen a ser treballadors en condicions més precàries, normalment immigrants sense papers o permisos de treball, que no podrien exercir de repartidors de cap altra forma. Fets com aquests van transcendir a nivell espanyol arran de la mort d'un repartidor subcontractat a Barcelona el maig de 2019.
Per altra banda, en el cas d'empreses d'allotjament s'han donat casos d'inquilins que han posat habitacions o habitatges sencers en subarrendament tot i que el contracte d'arrendament no ho permetés i sense la corresponent llicència d'habitatge d'ús turístic que es demana des de moltes administracions.